# Флаг Сенегала
Флаг Сенегала (фр. drapeau de la République du Sénégal) — один из государственных символов Сенегала, представляет собой прямоугольное полотнище, согласно описанию в первой статье конституции Сенегала, состоящее из трёх вертикальных равновеликих полос — зелёной, золотой и красной. В центре золотой полосы помещена зелёная пятиконечная звезда.
На практике вместо золотой полосы в большинстве случаев используется жёлтая.
Отношение ширины флага к его длине — 2:3.
Принят 20 августа 1960 года.

## Символическое значение цветов флага
Правительство Республики Сенегал использует следующее толкование цветов на флаге:

«Зелёный для мусульман является цветом Пророка, для христиан это — символ надежды, для анимистов — символ плодородия.
Золото — знак богатства, символизирует плоды труда для народа, отдавая приоритет решению экономических проблем, направленных на повышение уровня культуры. Это — вторая цель сенегальской нации. Золото соответствует жёлтому цвету, цвету искусства и письменности, цвету разума.
Красный цвет напоминает цвет крови, цвет жизни, память о жертвах, понесенных всей сенегальской нацией, а также — горячее стремление и силу действия, которые вдохновляют каждого из её сыновей в борьбе против недоразвития.
Звезда — довольно частый знак в негро-африканской символике. Её пять лучей символизируют знания о Сенегале на пяти континентах. Она представляет небо и высокие духовные стремления, особенно — у народа, который живёт не только рисом и хлебом. Её зелёный цвет символизирует надежду и выражает молодую независимость Республики Сенегал».
Зелёный, жёлтый и красный — основные панафриканские цвета.

## История
25 ноября 1958 года Сенегал получил статус автономного государства (Республика Сенегал) в составе Французского сообщества.

Федерация Мали
—

4 апреля 1959 года Республика Сенегал и Суданская Республика (бывший Французский Судан, современная Республика Мали) объединились в Федерацию Мали, флагом которой стало полотнище из равновеликих вертикальных полос панафриканских цветов — зелёной, жёлтой и красной, с чёрным стилизованным изображением человека — канагой. Под этим флагом Федерация Мали 20 июня 1960 года стала независимым государством. Но уже через 2 месяца, 20 августа 1960 года Сенегал вышел из состава Федерации Мали, сохранив её флаг, с заменой догонского символа канаги на зелёную пятиконечную звезду.